# Saipem
Saipem S.p.A., de afkorting staat voor Società Anonima Italiana Perforazioni E Montaggi, is een belangrijke dienstverlener van projecten voor de olie- en gasindustrie. Het is begonnen als een onderdeel van het Italiaanse oliebedrijf Eni, maar Eni heeft nu nog slechts een minderheidsbelang van circa 30%.

## Activiteiten
De activiteiten van Saipem zijn over drie bedrijfsonderdelen verdeeld:
- On- en Offshore Engineering & Construction: op het land is Saipem verantwoordelijk voor het ontwerp en de bouw van allerhande installaties voor de olie- en gasindustrie. Offshore is het vooral actief met het leggen van pijpleidingen en de installatie van platforms.
- Offshore drilling. Het uitvoeren van boorprojecten op zee

Voor de werkzaamheden op zee beschikt Saipem over een grote en gespecialiseerde vloot van vaartuigen en platforms, waaronder het kraanschip Saipem 7000.

### Resultaten
De activiteiten van Saipem hangen nauw samen met de ontwikkeling van de olieprijs. Bij een hoge olieprijs zijn de klanten bereid meer te investeren dan bij een lage prijs. De orderportefeuille is meestal voldoende om het bedrijf twee jaar actief te houden, maar door de olieprijsdaling nam de orderportefeuille af tussen 2015 en 2018 en daarmee ook de resultaten. In 2020 leed het bedrijf een fors verlies van 1136 miljoen euro, vooral door eenmalige kosten van 868 miljoen euro.
| Jaar | Omzet  | Nieuwe orders | Order- portefeuille | Netto- resultaat | werknemers (gemiddeld) |
| ---- | ------ | ------------- | ------------------- | ---------------- | ---------------------- |
| 2008 | 10.094 | 13.860        | 19.105              | 914              | 34.493                 |
| 2009 | 10.292 | 9917          | 19.873              | 732              | 36.224                 |
| 2010 | 11.160 | 12.935        | 20.505              | 844              | 38.428                 |
| 2011 | 12.593 | 12.505        | 20.417              | 921              | 40.830                 |
| 2012 | 13.369 | 13.391        | 19.739              | 902              | 44.980                 |
| 2013 | 12.256 | 10.653        | 17.514              | 159              | 47.224                 |
| 2014 | 12.873 | 17.971        | 22.147              | 180              | 49.580                 |
| 2015 | 11.507 | 6515          | 15.846              | –608             | 42.408                 |
| 2016 | 9976   | 8346          | 14.219              | –2087            | 36.859                 |
| 2017 | 8999   | 7399          | 12.363              | –328             | 33.936                 |
| 2018 | 8526   | 8753          | 12.619              | –472             | 31.794                 |
| 2019 | 9099   | 17.633        | 21.153              | 12               | 32.381                 |
| 2020 | 7342   | 8659          | 22.400              | –1136            | 31.372                 |
| 2021 | 6875   | 7208          | 22.733              | –2467            | 31.374                 |
| 2022 | 9980   | 12.941        | 24.017              | –209             | 31.394                 |
| 2023 | 11.874 | 17.659        | 29.802              | 179              | 29.108                 |

## Geschiedenis

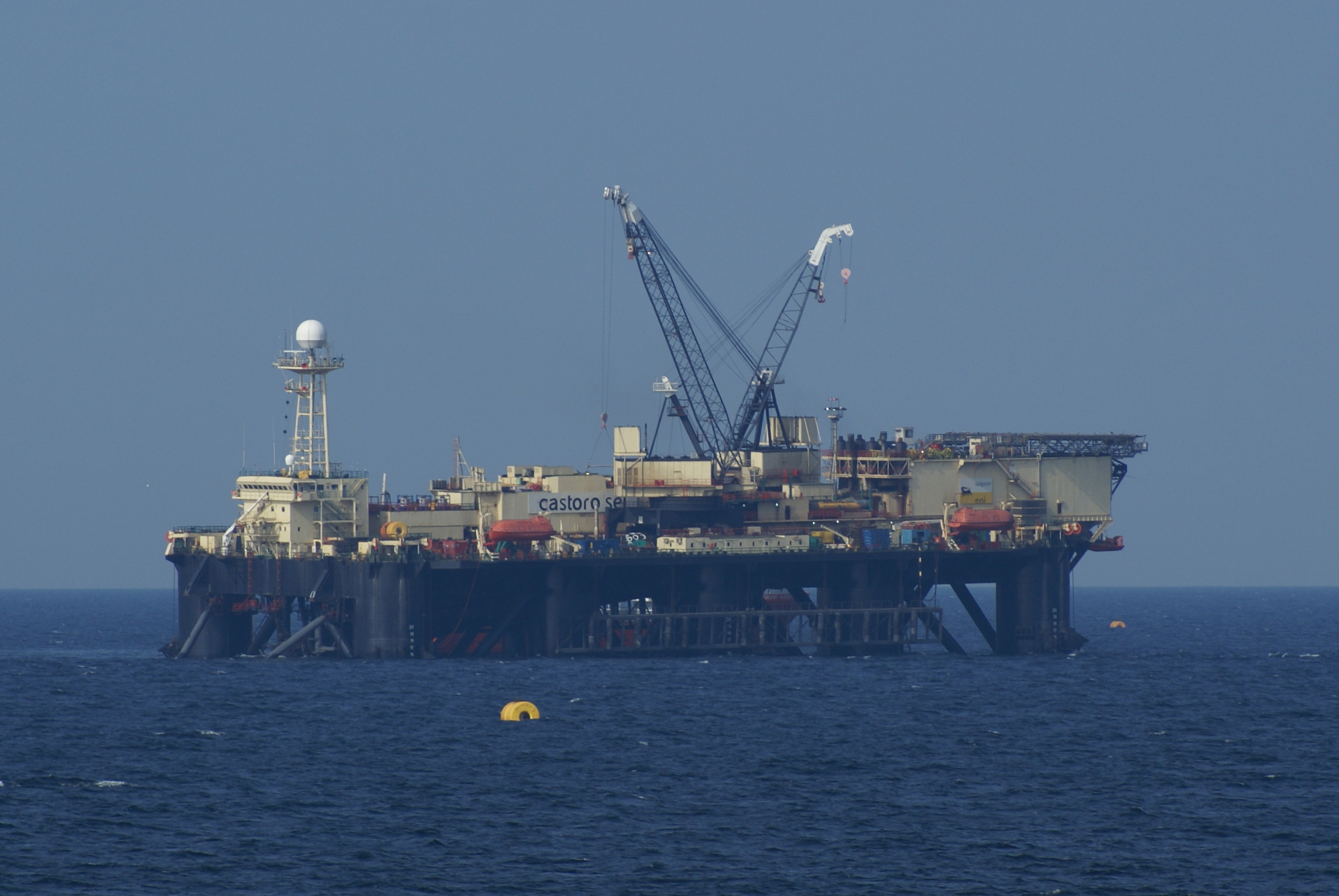
Pijpenlegger Castoro Sei

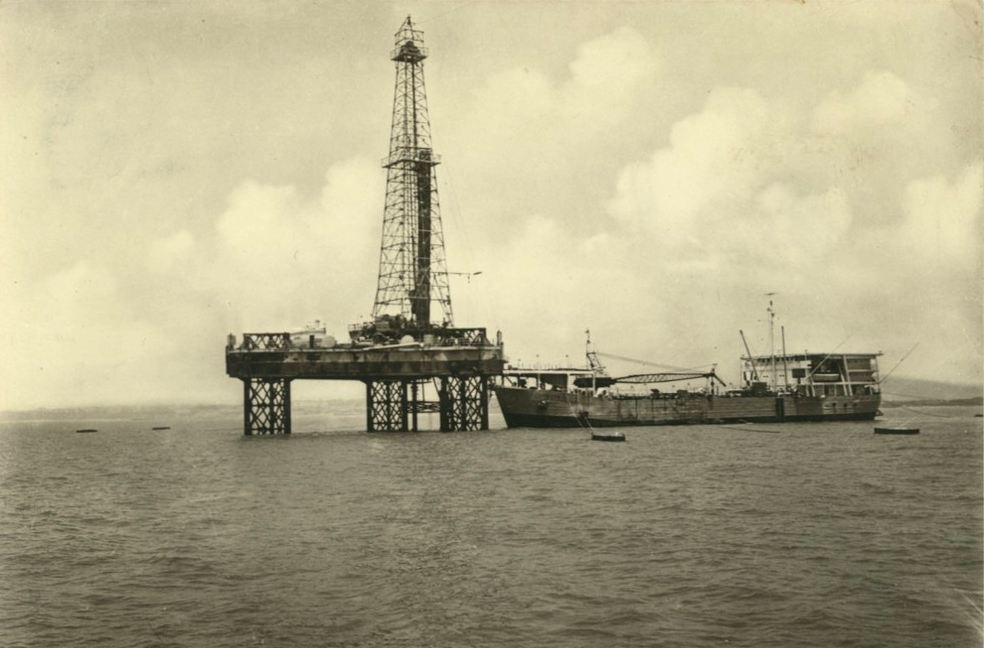
Het boren van de eerste offshore put in Europa in 1958 voor het Gela-veld voor AGIP door hefeiland Scarabeo en de omgebouwde tender Saipem

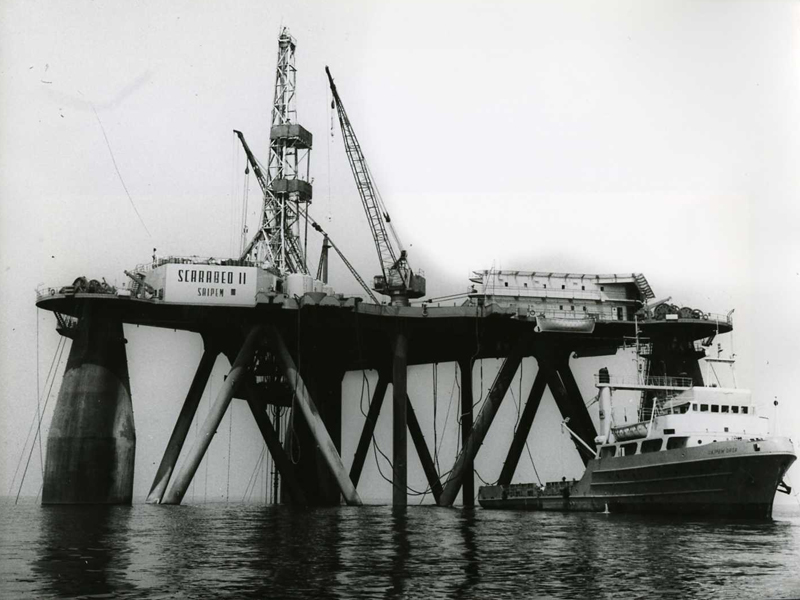
Bouw van de Scarabeo II van het type Sedco 135 in 1967

Saipem is in 1957 opgericht om voor Eni belangrijke infrastructurele werken te bouwen en te onderhouden. Het bedrijf ontstond door een fusie van Snam Montaggi en boorbedrijf SAIP. Naast Eni werden ook andere klanten gezocht en vanaf 1969 werd de relatie met het moederbedrijf losser. Oorspronkelijk hield het bedrijf zich vooral bezig met het leggen van pijplijnen op het land, de bouw van fabrieken en raffinaderijen en het boren naar olie en gas, maar in het begin van de zestiger jaren kwam daarbij ook projecten op zee bij. Het bouwde daarbij een vloot op van boorplatforms – hefplatforms en halfafzinkbare boorplatforms, veelal Scarabeo genoemd – en constructieschepen – kraanschepen en pijpenleggers, veelal Castoro genoemd.
In 1982 zette de olieprijs een langzame daling in, waardoor investeringen afnamen. Eind 1985 zette de olieprijs een scherpe daling in en dit bracht investeringen vrijwel tot stilstand. De hele industrie zocht naar oplossingen en zo ontstonden de nodige joint-ventures. Saipem en Brown & Root vonden elkaar in 1988 in European Marine Contractors (EMC) waarin beide een halfafzinkbare pijpenlegger inbrachten, Brown & Root de Semac I en Saipem de Castoro Sei. In 2002 nam Saipem het aandeel van Brown & Root over.
Nadat Micoperi in 1990 failliet ging, nam Saipem het over en kreeg zo onder meer de beschikking over de Micoperi 7000, het toenmalig grootste kraanschip ter wereld, daarna Saipem 7000 genoemd.
In 1984 kreeg het bedrijf een eigen beursnotering op de beurs van Milaan. In 2002 werd Bouygues Offshore overgenomen en in 2008 werd Snamprogetti ingelijfd. Saipem is internationaal actief en slechts een zeer bescheiden deel van de omzet wordt in Italië gerealiseerd. Meer dan drie kwart van de omzet komt van andere klanten dan Eni.
In juni 2022 besloot Saipem de kleinste activiteit, Onshore drilling, te verkopen aan het Britse bedrijf KCA Deutag (KCAD). KCAD is bereid 550 miljoen dollar te betalen, waarvan een deel in aandelen wordt voldaan. Onshore drilling voegde zo'n 300 à 400 miljoen euro aan omzet toe in 2021 en 2022. In oktober 2023 gingen de eerste activiteiten over en het restant volgde in 2023. Als onderdeel van de transactie krijgt Saipem een aandelenbelang van 10% in KCAD.
In februari 2025 maakten Saipem en het Noorse Subsea7 bekend te gaan fuseren en de combinatie zal verder gaan als Saipem7. Aandeelhouders van Subsea7 ontvangen 6,7 Saipem-aandelen voor één Subsea7-aandeel, waarbij de aandeelhouders van Saipem en Subsea7 elk een belang van 50% van Saipem7 zullen krijgen. De aandelen Saipem7 worden in Italië en Noorwegen ter beurze verhandeld. Toestemming voor de fusie moet nog komen en de twee verwachten in het tweede halfjaar 2026 de samenwerking te beginnen. Saipem7 heeft dan een omzet van € 20 miljard en telt meer dan 45.000 werknemers, waaronder ruim 9000 ingenieurs en projectmanagers.

## Aandeelhouders
Eni had 43% van de aandelen in handen. In oktober 2015 kondigde Eni aan 12,5% van de aandelen te verkopen waarmee het belang in Saipem daalt naar zo’n 30%. Eni heeft met de opbrengst van deze aandelenverkoop schulden afgelost. Het belang werd in januari 2016 overgenomen door het Italiaanse staatsinvesteringsfonds Fondo Strategico Italiano (FSI). Verder heeft Saipem nieuwe aandelen uitgegeven ter waarde van 3 miljard euro. De resultaten van Saipam staan sinds 2013 onder druk door de lage olieprijs waardoor projecten zijn geannuleerd.